# لا ألمولدا
بلدية لا ألمولدا (بالإسبانية: La Almolda) هي بلدية تقع في مقاطعة سرقسطة التابعة لمنطقة أراغون شمال شرق إسبانيا.

## الديموغرافيا
بلغ عدد سكان بلدية لا ألمولدا 615 نسمة عام 2011 (وفقاً للمعهد الوطني الإسباني للإحصاء).
| 717 | 701 | 674 | 653 | 632 | 631 | 615 |